# Großzeche
Die Großzeche war eine Fundgrube am Auersberg im sächsischen Erzgebirgskreis.

## Geographische Lage
Sie befand sich im Auersberger Grund oberhalb der Gottes-Segen-Fundgrube und gehörte zur Auersberger Häusern genannten Siedlung, die nach einem Großbrand 1907 aufgegeben wurde.

## Geschichte
Die Großzeche war die älteste und wohl auch bedeutendste Fundgrube am Auersberg. Von der langen Betriebszeit zeugt im Gelände heute noch die große Pinge. Man baute hier den Großzechner Gang ab. Noch im 19. Jahrhundert waren hier drei Pochwerke in Betrieb. Die Großzeche Fundgrube war eine Zeit lang mit dem Eibenstocker Kommunstollen konsolidiert. Mehrere andere der weiter talabwärts gelegenen Gruben waren seit Anfang des 19. Jahrhunderts zumeist ebenfalls mit der Großzeche konsolidiert.
Am 26. März 1734 wurden hier drei Bergleute bei der Ausfahrt gleichzeitig getötet.
1896 löste sich die Gewerkschaft auf und das Bergbaurecht wurde grundbücherlich gelöscht.